# Eupithecia haywardi
Eupithecia haywardi är en fjärilsart som beskrevs av Fletcher 1953. Eupithecia haywardi ingår i släktet Eupithecia och familjen mätare. Inga underarter finns listade i Catalogue of Life.